# Magdalena Różczka
Magdalena Różczka (ur. 27 lipca 1978 w Nowej Soli) – polska aktorka filmowa, teatralna i dubbingowa.

## Życiorys
Dorastała w Nowej Soli, gdzie ukończyła naukę w Szkole Podstawowej nr 8 i Liceum Ekonomicznym, a także grała w amatorskim teatrze „Terminus A Quo”. Przez pół roku studiowała informatykę na Uniwersytecie Zielonogórskim, a także pracowała jako ekspedientka w drogerii i protokolantka w Sądzie Rejonowym w Zielonej Górze. Przez dwa lata studiowała na Wydziale Socjologii Uniwersytetu Zielonogórskiego. W 2004 ukończyła studia na Wydziale Aktorskim Akademii Teatralnej w Warszawie.
W 2010 została ambasadorką dobrej woli UNICEF. Była nominowana do nagrody „Viva! Najpiękniejsi” (2010) dla najpiękniejszej Polka i nagrody Wiktory 2012 dla aktora telewizyjnego. W 2024 na 22. Międzynarodowym Festiwalu Filmowym Tofifest. Kujawy i Pomorze otrzymała Nagrodę Filmową Marszałka Województwa Kujawsko-Pomorskiego im. Poli Negri.

## Życie prywatne
W kwietniu 2007 wyszła za scenarzystę Michała Marca, z którym ma córkę Wandę. Ze związku z Janem Holoubkiem ma dwie córki (ur. 2014 i 2020).

## Filmografia

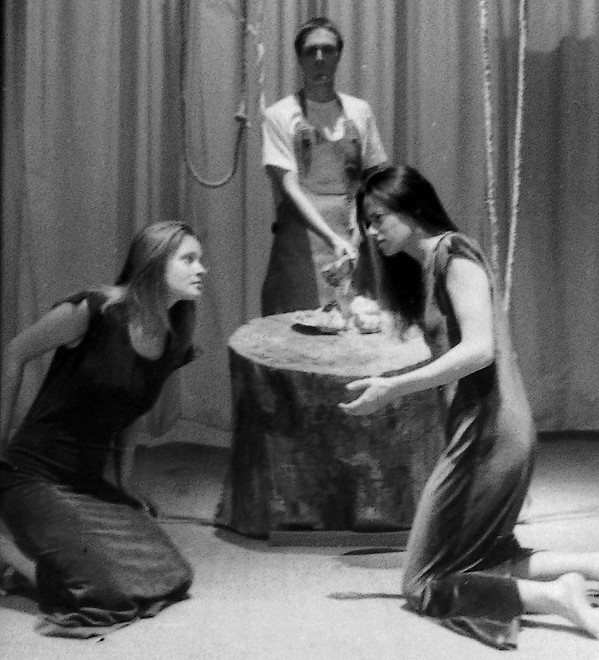
Magdalena Różczka na scenie nowosolskiego teatru „Terminus A Quo” (lata 90.)

- 1997: Klan – pielęgniarka w „El-Medzie”
- 2001: Rodzina zastępcza – spikerka (odc. 90)
- 2001–2004: Lokatorzy – wyznawca religii Ramy Mageesha (odc. 55); Małgosia (odc. 203)
- 2002–2009: Samo życie – Julita Korzeniewska
- 2003: Toaleta nieczynna
- 2003: Bao-Bab, czyli zielono mi – „Moro” (odc. 1-12)
- 2003: Pornografia – gospodyni salonu przy ul. Kruczej
- 2003: Siedem przystanków na drodze do raju – Roksana
- 2004: Niedosyt – Ania
- 2004–2005: Oficer – nadkomisarz Aldona Ginko (odc. 1-13)
- 2004: Stacyjka – dziewczyna w „Łodzi marzeń” (odc. 3); Jola uczestniczka castingu (odc. 7 i 11)
- 2005: Czego się boją faceci, czyli seks w mniejszym mieście – reżyserka Basia (odc. 9, seria III)
- 2005: Lekarz drzew – Kaja
- 2005: Podróż Niny – Teresa Goldman
- 2005–2006: Wiedźmy – Dorota
- 2006: Oficerowie – nadkomisarz Aldona Ginko-Ryś (odc. 1-14)
- 2006: Pod powierzchnią – Weronika
- 2007: Ryś – Podłoga, dziennikarka Telewizji „Witraż”
- 2008: Pitbull – Alicja (odc. 26)
- 2008: Lejdis – Monia Kochanowska, Milionerka
- 2008: Rozmowy nocą – Matylda
- 2008–2009: Teraz albo nigdy! – Ela
- 2008: Na dobre i na złe – siostra zakonna (odc. 326)
- 2008: Trzeci oficer – prokurator Aldona Ginko-Ryś (odc. 1-13)
- 2008: Ojciec Mateusz – Iga Donat, żona Dariusza (odc. 9)
- 2008: Czarny – Magda
- 2009: Tylko miłość – Ewa
- 2009: Niania – Gosia Sadowska (odc. 129)
- 2009: Idealny facet dla mojej dziewczyny – Kasia Sakowska
- 2009–2014: Czas honoru – Wanda Ryszkowska
- 2010–2011: Usta usta – Julia Hoffmann
- 2010: Belcanto – Kasia
- 2012–2014: Lekarze – Alicja Keller (Szymańska)
- 2014: Pocztówki z Republiki Absurdu – matka w reklamie propagandowej
- 2016: Po prostu przyjaźń – Ivanka
- 2016: Para nie do pary – Majka
- 2016: Zakręcone – Ola
- 2017–2018: Druga szansa – Kaśka, dawna miłość Jakuba Zeita
- 2017: Miasto skarbów – Ewa Wakar
- 2017: Listy do M. 3 – Karolina Krawczyk
- 2018: Serce nie sługa – Marietta Dzik, przyjaciółka Darii
- 2018: Podatek od miłości – Maja, klientka Mariana
- 2019: 1800 gramów – Ewa Wysocka
- 2020: Brigitte Bardot cudowna – matka Adama
- 2020: 25 lat niewinności. Sprawa Tomka Komendy – Katarzyna Korejwo, żona Remigiusza
- 2020: Listy do M. 4 – Karolina Krawczyk
- 2021–2022: Tajemnica zawodowa – Julia Żurawska
- 2021: Rojst ’97 – Anna Jass
- 2022: Zadra – matka „Zadry”
- 2024: Rojst Millenium – Anna Jass
- 2024: Zakładnicy – Eryka Oster[10]
- 2024: Matki pingwinów – Tatiana Tracz[11]
- 2025: Niebo. Rok w piekle[12]

### Polski dubbing
- 2002: Mistrzowie kaijudo
- 2003: Dziewczyny i miłość – Magda
- 2006: Ruby Gloom – Makabra
- 2007: Kizi Mizi – Mysz
- 2007: Niezły kanał – Magda
- 2008: Kung Fu Panda

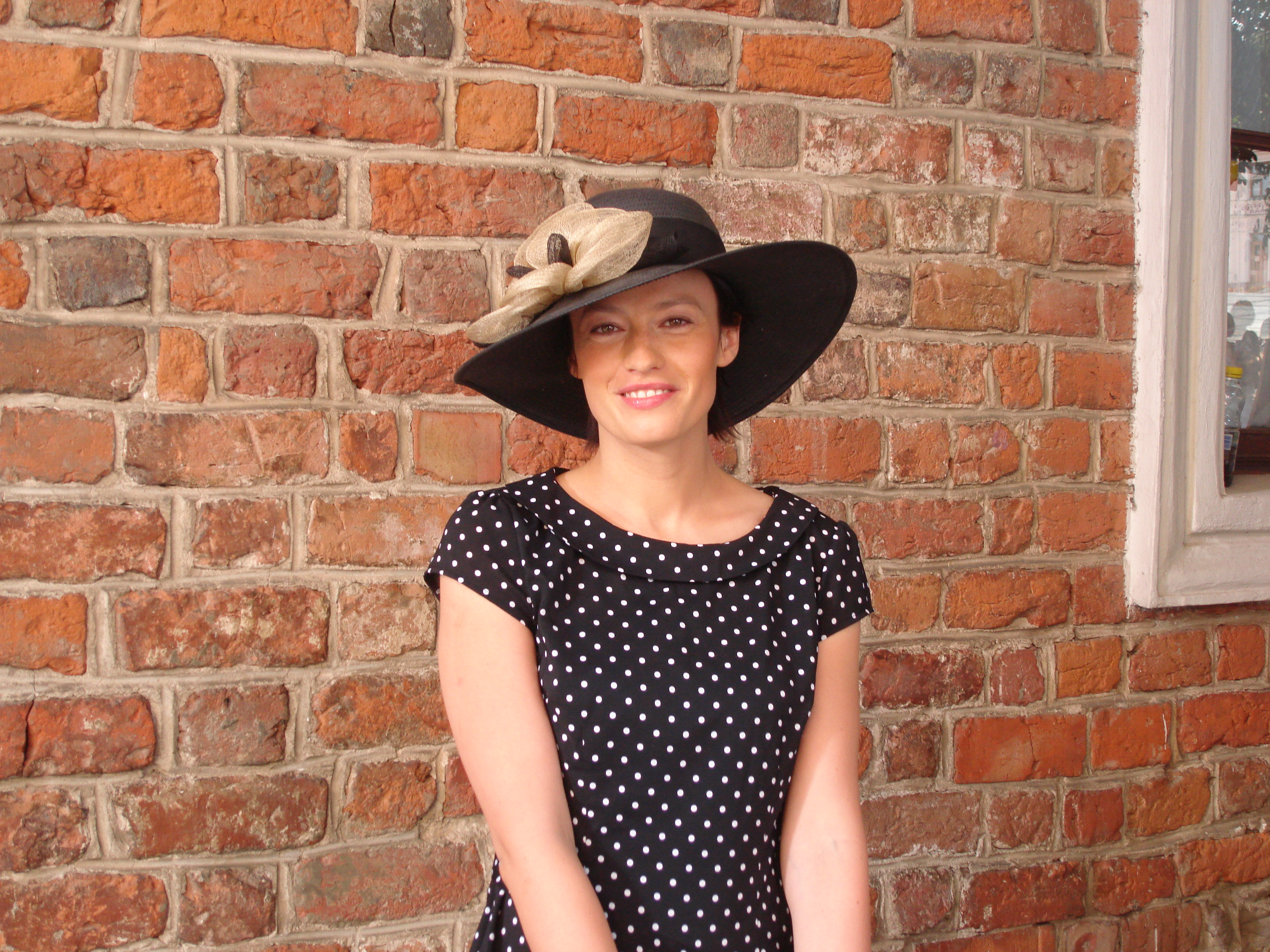
Magdalena Różczka na planie serialu Ojciec Mateusz (2008)

- 2008: Mass Effect – Komandor Shepard
- 2008: Speed Racer – Minx
- 2009: Planeta 51 – Neera
- 2009: Potwory kontra Obcy
- 2009: Najlepszy kontakt – Mao
- 2009: Janosik. Prawdziwa historia – panna Maria
- 2009: Janosik. Prawdziwa historia (TV) – panna Maria
- 2010: Heavy Rain – Lauren Winter
- 2013: Oz: Wielki i potężny – Evanora
- 2014: Kapitan Ameryka: Zimowy żołnierz – Peggy Carter
- 2015: Avengers: Czas Ultrona – Peggy Carter
- 2015: Ant-Man – Peggy Carter
- 2021: A gdyby…? – Peggy Carter/Kapitan Carter